# District Dikson
Het district Dikson (Russisch: Диксонский район; Diskonski rajon) is een rajon in het Russische voormalige autonome district Tajmyr in de kraj Krasnojarsk aan de noordkust van het schiereiland Tajmyr. Het heeft een oppervlakte van 200.419 km² (ongeveer 5 keer zo groot als Nederland) en telt ongeveer 1.100 inwoners (2004), waarmee het een bevolkingsdichtheid heeft van 0,005 inwoners per km². Het bestuurlijk centrum is de nederzetting met stedelijk karakter Dikson.